# Prince Albert West (circonscription saskatchewanaise)
Pour les articles homonymes, voir Prince Albert.
Circonscription électorale provinciale du Canada
Prince Albert West est une ancienne circonscription électorale provinciale de la Saskatchewan au Canada. Elle est représentée à l'Assemblée législative de la Saskatchewan de 1967 à 1975.

## Liste des députés
| Parlement                                            | Années                                       | Député                                       | Député                                       | Parti                                        |
| Prince Albert West                                   | Prince Albert West                           | Prince Albert West                           | Prince Albert West                           | Prince Albert West                           |
| Nouvelle circonscription, voir Prince Albert         | Nouvelle circonscription, voir Prince Albert | Nouvelle circonscription, voir Prince Albert | Nouvelle circonscription, voir Prince Albert | Nouvelle circonscription, voir Prince Albert |
| ---------------------------------------------------- | -------------------------------------------- | -------------------------------------------- | -------------------------------------------- | -------------------------------------------- |
| 16e                                                  | 1967–1971                                    |                                              | David Steuart                                | Libéral                                      |
| 17e                                                  | 1971–1975                                    |                                              | David Steuart                                | Libéral                                      |
| Circonscription abolie, voir Prince Albert-Duck Lake |                                              |                                              |                                              |                                              |